# لوكي كرول
لوكي كرول (بالإنجليزية: Luke Croll)‏ (10 يناير 1995 في المملكة المتحدة - ) هو لاعب كرة قدم بريطاني في مركز الدفاع. لعب مع كريستال بالاس ونادي إكزتر سيتي ونادي بليموث أرجايل وHarrow Borough F.C. ‏.

## وصلات خارجية
- لوكي كرول على موقع قاعدة بيانات كرة القدم.إي يو (الإنجليزية)
- لوكي كرول على موقع Soccerbase.com (لاعب) (الإنجليزية)
- لوكي كرول على موقع AS.com (الإسبانية)